# Ligne CFR 300
La ligne CFR 300 est une ligne ferroviaire de Roumanie qui relie Bucarest à Oradea.

## Caractéristiques
Elle est intégrée à un réseau de quinze lignes secondaires.
- 301 Câmpina – Telega (8 km)
- 302 Ploiești – Târgoviște (52 km)
- 304 Ploiești (Sud) – Măneciu (51 km)
- 305 Câmpia Turzii – Turda (9 km)
- 306 Ploiești (Sud) – Plopeni – Slănic (44 km)
- 307 Blaj – Târnăveni (Ouest) – Praid (113 km)
- 308 Sighișoara – Odorhei (47 km)
- 309 Oradea – Băile Felix (10 km)
- 310 Timișoara (Nord) – Arad – Sântana – Nădab – Ciumeghiu – Oradea (178 km)
- 311 Salonta – Kötegyán (13 km)
- 312 Oradea – Cheresig (23 km)
- 313 Nădab – Grăniceri (20 km)
- 314 Oradea – Rogoz – Holod (53 km)
- 316 Vașcău – Holod – Ciumeghiu (101 km)
- 317 Arad – Ineu – Gurahonţ – Brad (167 km)
- 318 Ineu – Cermei (14 km)

## Exploitation
Le service voyageurs est assuré entre Bucarest et Oradea par des Intercity 531 Avram Iancu  avec des unités Class 40, Class 45, Class 47, Class 62, Class 63 et Class 65.